# Pekař (zpěvák)
Pekař, vlastním jménem Petr Toms (rozený Štolba) (* 18. února 1987, Kutná Hora), je český zpěvák, skladatel a tanečník.

## Život
Hudbě se začal věnovat v patnácti letech. Svou hudební kariéru považuje za souhru náhod: „Nečekal jsem, že song Tančím bude mít milion zhlédnutí, ostatně nečekám úspěch u žádné písničky. Když se nechytne, tak co. A v opačném případě jsem mile překvapený.“ Ve svých skladbách často zpívá o vztazích a jejich koncích, o klišé. Vystudoval střední odbornou školu pedagogickou v Čáslavi, později studoval na Pedagogické fakultě Univerzity Karlovy. Následně byl učitelem v mateřské škole, avšak tato pozice nešla skloubit s hudební kariérou. Zanechal tedy této práce a začal se věnovat hudbě. Ohledně své náboženské víry prohlásil: „Nevěřím v Boha, ale věřím Bohu.“ V roce 2016 uspěl s písničkami Bůh, Tančím a Za tebou, které předznamenaly jeho vůbec první debutové album s názvem #Pekař. V roce 2016 se také stal Českým slavíkem v kategorii Objev roku. Dlouhodobě spolupracuje s kapelou Rybičky 48, s níž natočil skladbu Chtěl jsem tím říct a odstartoval s ní svou koncertní šňůru Kamarádi Tour. Členy své kapely představil jako Ondřej Soukup (basa, zpěv), Mickey Mikulica (bicí), Jamie Oswald (kytara, zpěv) a Kryštof Danczi (saxofon).

## Diskografie

### Alba
- #Pekař (27. května 2016)
- Výpověď (28. září 2018)
- První kapelní (2020)
- La utopica Bohemica (2023)

### Singly
- Bůh
- Bohyně
- Nenech mě odejít
- Dokud mám
- Tančím
- Nikola
- Máma
- Poprvé
- Chorvatsko

Tančím 2
- Prosit a milovat
- Za tebou
- Milovat
- Letní
- Vrcholky a Pády
- Dvě duše
- Co když
- Republika
- Naděje je
- Kafe
- Bigamista
- Světluška
- Kámen
- Ještěžetě
- vlk
- Hrdá
- Větrolamy
- Vamos